# MGA Entertainment
MGA Entertainment Inc. (скорочення від Micro-Games America Entertainment; іноді називають MGA) — виробник дитячих іграшок та розважальних товарів, заснований у 1979 році. Його продукція включає в себе Bratz, L.O.L. Surprise!, Num Noms і Rainbow High. MGA також володіє Little Tikes. Штаб-квартира MGA знаходиться в багатофункціональному корпоративному кампусі в районі Чатсворт в Лос-Анджелесі. У 2018 році голова та генеральний директор MGA Entertainment Ісаак Ларіан оголосив, що австралійський офіс компанії відкриється на початку 2019 року.